# خط طول 83° شرق
خط طول 83° شرق هو أحد خطوط الطول الجغرافية، والتي تمتد من القطب الشمالي الجغرافي إلى القطب الجنوبي الجغرافي، وحسب التحويل الزمني يتقدم خط طول 83° شرق عن خط غرينتش بـ5 ساعة و32 دقيقة.

## من القطب إلى القطب
ينطلق خط طول 83° شرق من القطب الشمالي نحو القطب الجنوبي مرورا بالمناطق التي ترد في الجدول التالي:
| الإحداثيات                         | البلد أو الإقليم أو البحر | ملاحظات |
| ---------------------------------- | ------------------------- | --- |
| 90°0′N 83°0′E / 90.000°N 83.000°E  | المحيط المتجمد الشمالي    | |
| 81°8′N 83°0′E / 81.133°N 83.000°E  | بحر كارا                  | مرورا بشرق Uyedineniya Island (في 77°28′N 82°40′E / 77.467°N 82.667°E) |
| 75°58′N 83°0′E / 75.967°N 83.000°E | روسيا                     | كراسنويارسك كراي — Troynoy Island |
| 75°55′N 83°0′E / 75.917°N 83.000°E | بحر كارا                  | |
| 74°5′N 83°0′E / 74.083°N 83.000°E  | روسيا                     | كراسنويارسك كراي — Vostochnyy Island |
| 74°4′N 83°0′E / 74.067°N 83.000°E  | بحر كارا                  | |
| 73°38′N 83°0′E / 73.633°N 83.000°E | روسيا                     | كراسنويارسك كراي أوكروغ يامالو-نينيتس الذاتية — من 66°53′N 83°0′E / 66.883°N 83.000°E أوكروغ خانتي-مانسي ذاتية الحكم — من 62°36′N 83°0′E / 62.600°N 83.000°E تومسك أوبلاست — من 60°58′N 83°0′E / 60.967°N 83.000°E نوفوسيبيرسك أوبلاست — من 56°31′N 83°0′E / 56.517°N 83.000°E كراي ألطاي — من 53°57′N 83°0′E / 53.950°N 83.000°E |
| 50°54′N 83°0′E / 50.900°N 83.000°E | كازاخستان                 | |
| 47°5′N 83°0′E / 47.083°N 83.000°E  | جمهورية الصين الشعبية     | سنجان منطقة التبت ذاتية الحكم — من 35°29′N 83°0′E / 35.483°N 83.000°E |
| 29°40′N 83°0′E / 29.667°N 83.000°E | نيبال                     | |
| 27°27′N 83°0′E / 27.450°N 83.000°E | الهند                     | أتر برديش تشاتيسغار — من 23°52′N 83°0′E / 23.867°N 83.000°E أوديشا — من 21°9′N 83°0′E / 21.150°N 83.000°E أندرا برديش — من 18°23′N 83°0′E / 18.383°N 83.000°E |
| 17°29′N 83°0′E / 17.483°N 83.000°E | المحيط الهندي             | |
| 60°0′S 83°0′E / 60.000°S 83.000°E  | المحيط الجنوبي            | |
| 66°15′S 83°0′E / 66.250°S 83.000°E | القارة القطبية الجنوبية   | الإقليم الأسترالي في القارة القطبية الجنوبية, المطالب الإقليمية بالقارة القطبية الجنوبية by أستراليا |